# Piemonte FC
Piemonte FC was een Italiaanse voetbalclub uit Turijn die bestond van 1910 tot 1915.

## Geschiedenis
Piemonte FC werd opgericht in 1910. In 1910/11 nam de club deel aan het kampioenschap (Prima Categoria). In deze tijd was er nog geen professionele Serie A en werden er nog regionale kampioenschappen gespeeld. Piemonte eindigde op een gedeelde zevende plaats samen met US Milanese. Ook de volgende vier jaar nam de club deel aan het kampioenschap, maar eindigde telkens in de middenmoot of zoals in 1912 op de laatste plaats.
De club staakte de activiteiten bij het uitbreken van de Eerste Wereldoorlog en werd na de oorlog niet meer heropgericht, een gelijkaardig lot als de clubs Vigor Torino, AC Savoia Milano en AC Milanese, die de oorlog ook niet overleefden.